# Torneo de Viena 2013
El Erste Bank Open 2013 es un torneo de tenis que se juega en canchas duras bajo techo. Es la 39.ª edición del evento conocido ese año como el Erste Bank Open, y forma parte del ATP World Tour 250 series de la ATP World Tour 2013. Se llevará a cabo en el Wiener Stadthalle en Viena, Austria, del 14 de octubre al 20 de octubre de 2013.

## Cabezas de serie
| Tenista               | Ranking | N.º |
| Jo-Wilfried Tsonga    | 9       | 1   |
| Tommy Haas            | 12      | 2   |
| Fabio Fognini         | 17      | 3   |
| Philipp Kohlschreiber | 23      | 4   |
| Radek Štepánek        | 39      | 5   |
| Gaël Monfils          | 42      | 6   |
| Vasek Pospisil        | 43      | 7   |
| Lukáš Rosol           | 45      | 8   |

- Los cabezas de serie, están basados en el ranking ATP del 7 de octubre de 2013.

### Dobles masculinos
| Tenista                              | Ranking | Preclasificada |
| Alexander Peya Bruno Soares          | 7       | 1              |
| Mariusz Fyrstenberg Marcin Matkowski | 42      | 2              |
| Julian Knowle Daniel Nestor          | 56      | 3              |
| Jamie Murray John Peers              | 66      | 4              |

- Los cabezas de serie, están basados en el ranking ATP del 7 de octubre de 2013.

## Campeones

### Individual Masculino
Tommy Haas venció a  Robin Haase por 6-3, 4-6, 6-4

### Dobles Masculino
Florin Mergea /  Lukáš Rosol vencieron a  Julian Knowle /  Daniel Nestor por 7-5, 6-4